# 能登内親王
能登内親王（のとのひめみこ、のとないしんのう）は、光仁天皇第一皇女。母は高野新笠。桓武天皇と早良親王の同母姉にあたる。

## 生涯
天平5年（733年）、白壁王（後の光仁天皇）の王女として平城京に誕生。母は百済渡来系氏族の高野新笠（『続日本紀』延暦9年（790）正月15日条による。『本朝皇胤紹運録』では母を井上内親王と記しているが誤伝）。
天智天皇の女系の玄孫であり自身の従甥にあたる市原王（いちはらのおおきみ、いちはらおう）に嫁し、五百井女王、五百枝王（のち春原五百枝）を生む。
その後、市原王と死別。宝亀元年（770年）、父・白壁王が即位すると、内親王となり四品に叙せられる。宝亀7年（776年）、三品に昇叙。
天応元年（781年）2月17日、薨去。一品の位を贈られる。内親王の薨去を悲しんだ光仁天皇は、孫の五百井女王・五百枝王を二世王として優遇する詔を発した（本来は五世王であるが、天皇の外孫のため格別に二世王（皇孫）として処遇することにした）。なお、その死後に父の光仁天皇も俄かに病気がちとなり、同年4月に譲位、12月に崩御した。